# Pevnost Bohus
Pevnost Bohus (původně hrad; známá také jako Baahus nebo Båhus; norsky Båhus festning, švédsky Bohus fästning) leží na staré norsko-švédské hranici ve švédském Kungälv (provincie Bohuslän).

## Historie

### Počátky hradu
Výstavba hradu Bohus byla zahájena v roce 1308 za krále Haakona V. Norského, norského krále v letech 1299-1319, který v rámci širší obranné politiky inicioval také výstavbu norských hradů Akershus a Vardøhus. Provincie Bohuslän byla v té době norským územím a sloužila jako hlavní norská obrana proti Švédsku. Budova, která byla zpočátku dřevěná, se rychle stala jedním z nejdůležitějších norských opěrných bodů na hraniční řece Göta a díky kamennému opevnění také jedním z nejsilnějších hradů v celé Skandinávii. Bagaholm, ostrov, na němž se hrad nacházel, byl místem soudní pravomoci soudního kraje Viken a vládce hradu Bohus vládl nejprve jižní a později i severní části regionu.

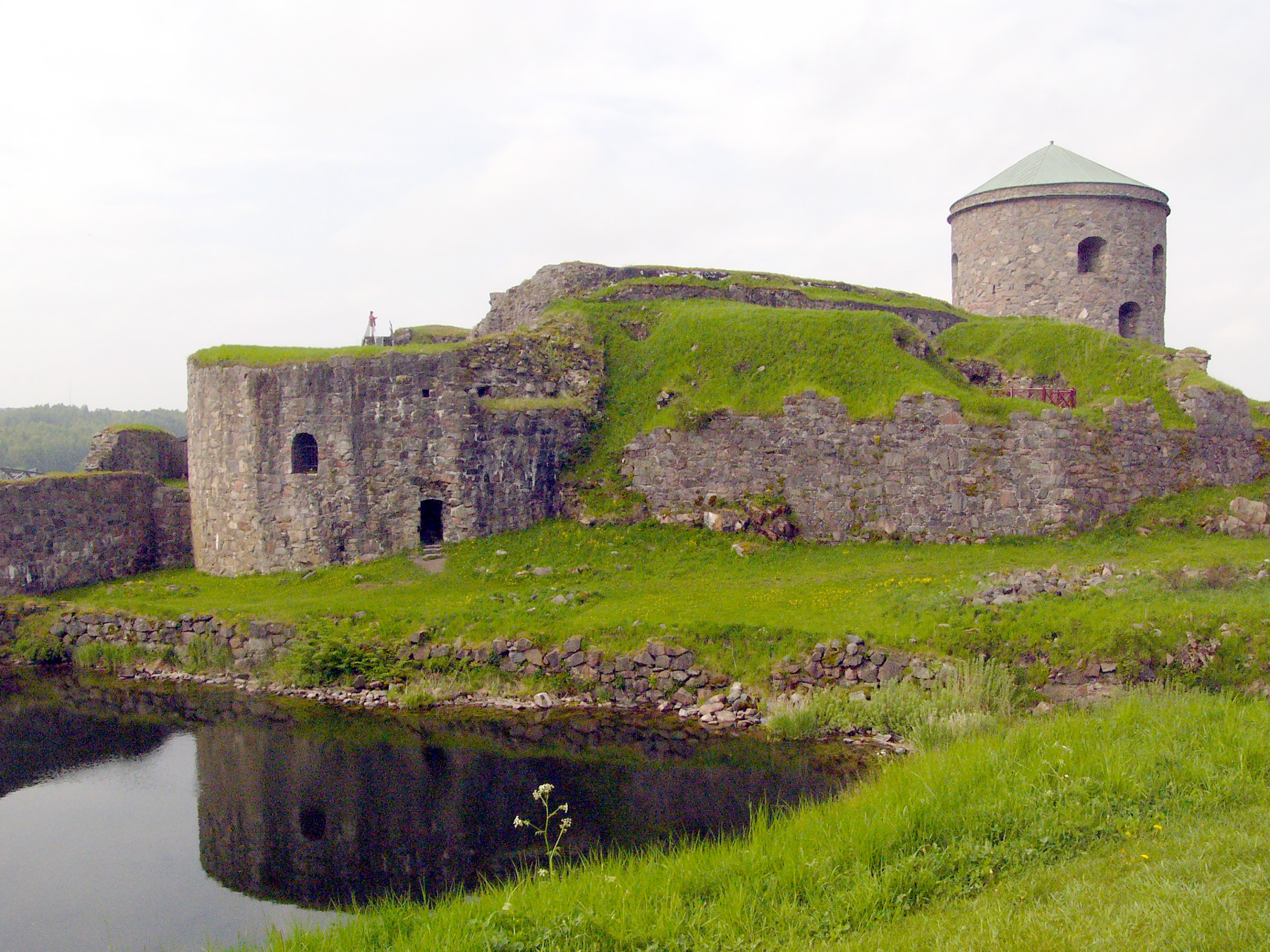
Pevnost Bohus

### Středověk
Podle historika Guthorma Kavliho:
Podle záznamů z roku 1310 byl hrad postaven, jak bylo v té době obvyklé, ze žuly a cihel, snad pod vedením hraběte Jakuba z Hallandu. Do roku 1450 měl souvislou obvodovou zeď o tloušťce 3 metry u základny a výšce od 8,5 do 13,5 metru, která se přizpůsobovala terénu. Měla přibližně obdélníkový půdorys se čtyřmi obdélníkovými nárožními věžemi. Na východním konci se nacházela zděná věž a uprostřed západní strany domek s bránou a padacím mostem. Podél vnitřní strany obvodové hradby se nacházely budovy, mimo jiné „královský sál“, sídlo velitele hradu, kaple, strážnice, kasárna a kuchyň. Hrad měl bezpečné klenuté budovy, částečně zaříznuté do hory, a kolem nich silné vnější opevnění. Ve své době byl Båhus nejsilnější norský hrad. Přístupy byly velmi obtížné a bráněná oblast byla malá, jen 250 x 150 metrů, takže nevyžadovala velké obranné síly.
Bohus hrál významnou roli v chování obou pohraničních království vůči sobě navzájem, a to jak v míru, tak v nepřátelství. V roce 1333 se na Bohusu konal severský sněm, na němž byl Magnus Eriksson prohlášen za plnoletého. V roce 1344 zde jeho syn Haakon vzdal hold norskému králi a v roce 1388 zde vdova po Håkanovi Markéta přijala nabídky švédských knížat na švédskou korunu. Následujícího roku zde začalo věznění švédského krále Albrechta III. V Bohusu se některá norská knížata zřekla Karla Knutssona Bondeho ve prospěch norského krále. V letech 1455/56 byl hrad útočištěm Dánů a Norů před švédským vůdcem Tordem Bondem. 

### Raný novověk

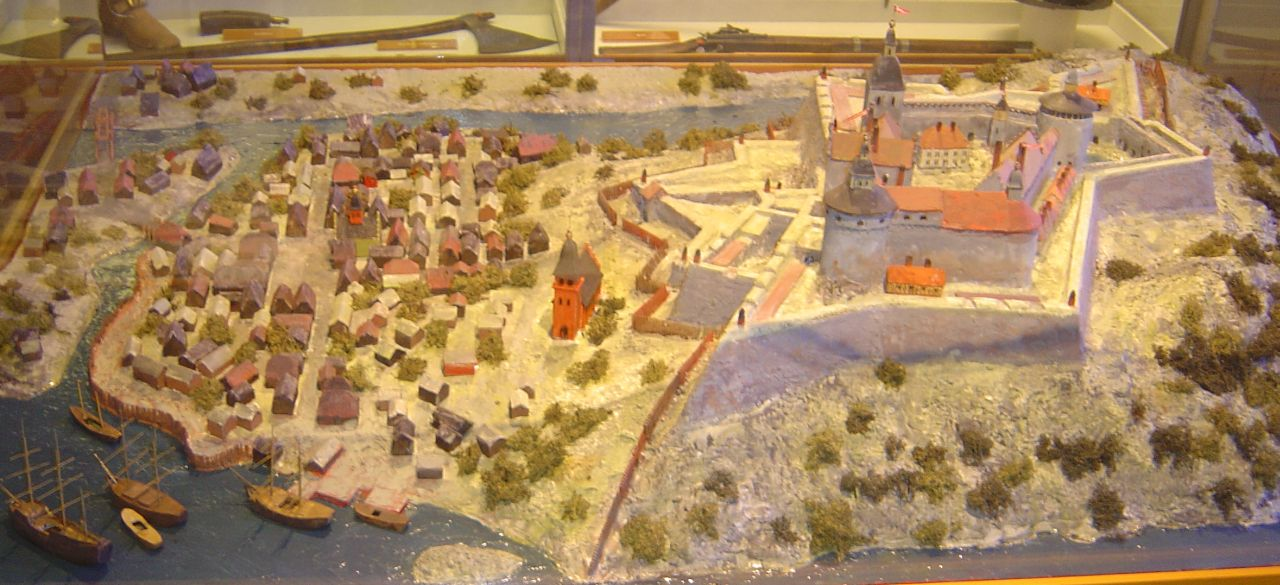
Model pevnosti Bohus předtím, než padla do švédských rukou

Hrad byl čtrnáctkrát napaden nebo obléhán, ale nikdy nebyla dobyt. Během severské sedmileté války v letech 1563 až 1570 byla vážně poškozena. Stalo se tak v roce 1566, kdy švédská vojska úspěšně zaútočila na „Červenou věž“ na severovýchodě pevnosti. Dva muži z posádky dobrovolně odpálili muniční sklad věže, čímž způsobili mohutný výbuch, který zabil stovky švédských vojáků a zmařil útok. Rodina jednoho z dobrovolníků dostala jako odměnu pozemek, který dodnes vlastní jeho potomci.
Norové stavbu z kamene a cihel přestavěli a podstatně zesílili. Rekonstrukci bezprostředně po válce řídil Hans Paaske (Påske) z Nizozemska. Dne 1. ledna 1590 přijel na Bohus skotský král Jakub VI. s manželkou Annou Dánskou a darovali Henriku Gyldenstiernovi, bohuskému kapitánovi, prsten a zlatý řetěz v hodnotě 3000 dánských tolarů.
V letech 1593 až 1604 byl Bohus podobně jako tehdy Akershus v Oslu přestavěn na bastionovou pevnost. Bylo vybudováno nové vnější opevnění. Tato stavba byla jedním z prvních děl Hanse van Steenwinckela, rovněž Nizozemce, který se později proslavil stavbami v holandském renesančním stylu v Dánsku. Protože v tomto období norský Bohuslän neustále ohrožovaly švédské nájezdy, zdokonalování opevnění probíhalo po celá léta. Například od léta 1651 až do podzimu 1652 dohlížel nizozemský inženýr Isaac van Geelkerck na stavbu dvou nárožních věží podél jižního průčelí a nové kruhové zdi, která byla postavena kolem budovy zbrojnice.

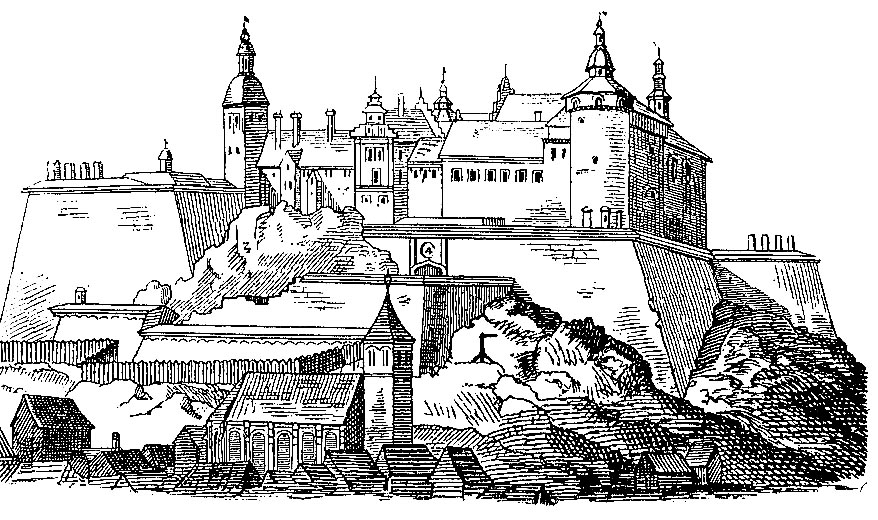
Pevnost v roce 1658

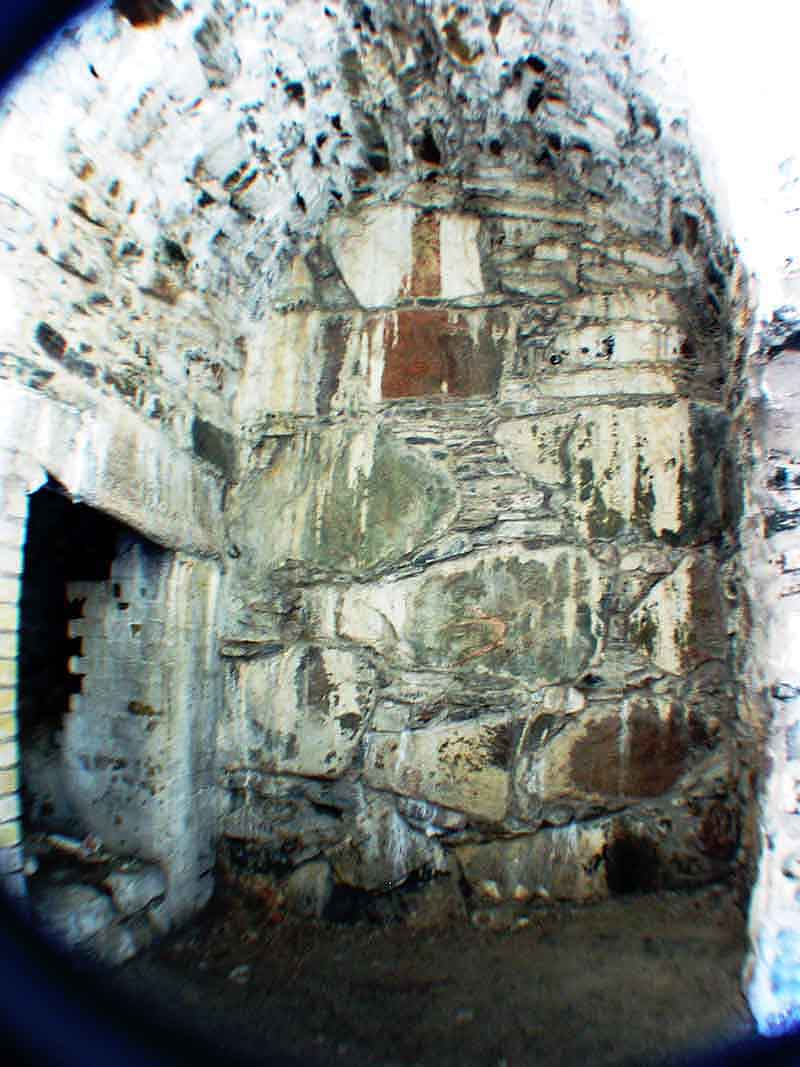
Interiér cely Thomase Leopolda

### Ve švédských rukou

#### Snahy o znovudobytí
Podle podmínek Roskildského míru z roku 1658 se Dánsko-Norsko vzdalo dánských provincií Skåne, Blekinge a Halland (tato provincie měla po uzavření míru v Brömsebro na 30 let připadnout Švédsku, ale smlouvou z Roskilde byla Švédsku předána natrvalo) a norských provincií Trøndelag a Bohuslän včetně pevnosti Bohus. 
Po neúspěšném pokusu o znovudobytí pevnosti v roce 1676 se v červnu 1678 vrátila norská armáda pod velením Ulrika Fredrika Gyldeløveho. Asi 850 obránců čelilo 16 000 útočníků, kteří vypálili 20 až 30 000 střel ze železných děl, 2265 „bomb“ s chemickým a biologickým obsahem, 384 výbušných granátů, 384 „velkých kamenných balvanů“, 161 žhavých střel, 79 pytlů naplněných granáty a 600 „velkých střel z moždířů“.  Po šesti týdnech neustálého ostřelování byla pevnost zachráněna blížícím se švédským oddílem. V té době bylo v pevnosti 400 přeživších, 300 mrtvých a 120 raněných, „kteří měli ustřelené ruce a nohy.“ Samotná pevnost byla téměř zcela zničena a opravy probíhaly asi 50 až 70 let, avšak mohla za to i nedostatečná finanční podpora, při které se prováděly pouze nejnutnější práce. 
Poté, co Dánsko-Norsko odstoupilo území, jehož součástí byla pevnost Bohus, byla na nově zřízené norsko-švédské hranici vybudována pevnost Fredriksten ve Fredrikshaldu. Pro Švédsko však pevnost nebyla důležitá, neboť neležela na hranicích.

#### Vězení
Místo obranného účelu byla pevnost využívána jako vězení. Nejznámějším vězněm byl radikální pietista Thomas Leopold, který za své údajné kacířství strávil za mřížemi 42 let života, z toho 32 let v Bohusu. Jeho kamenná cela se na hradě dochovala dodnes.

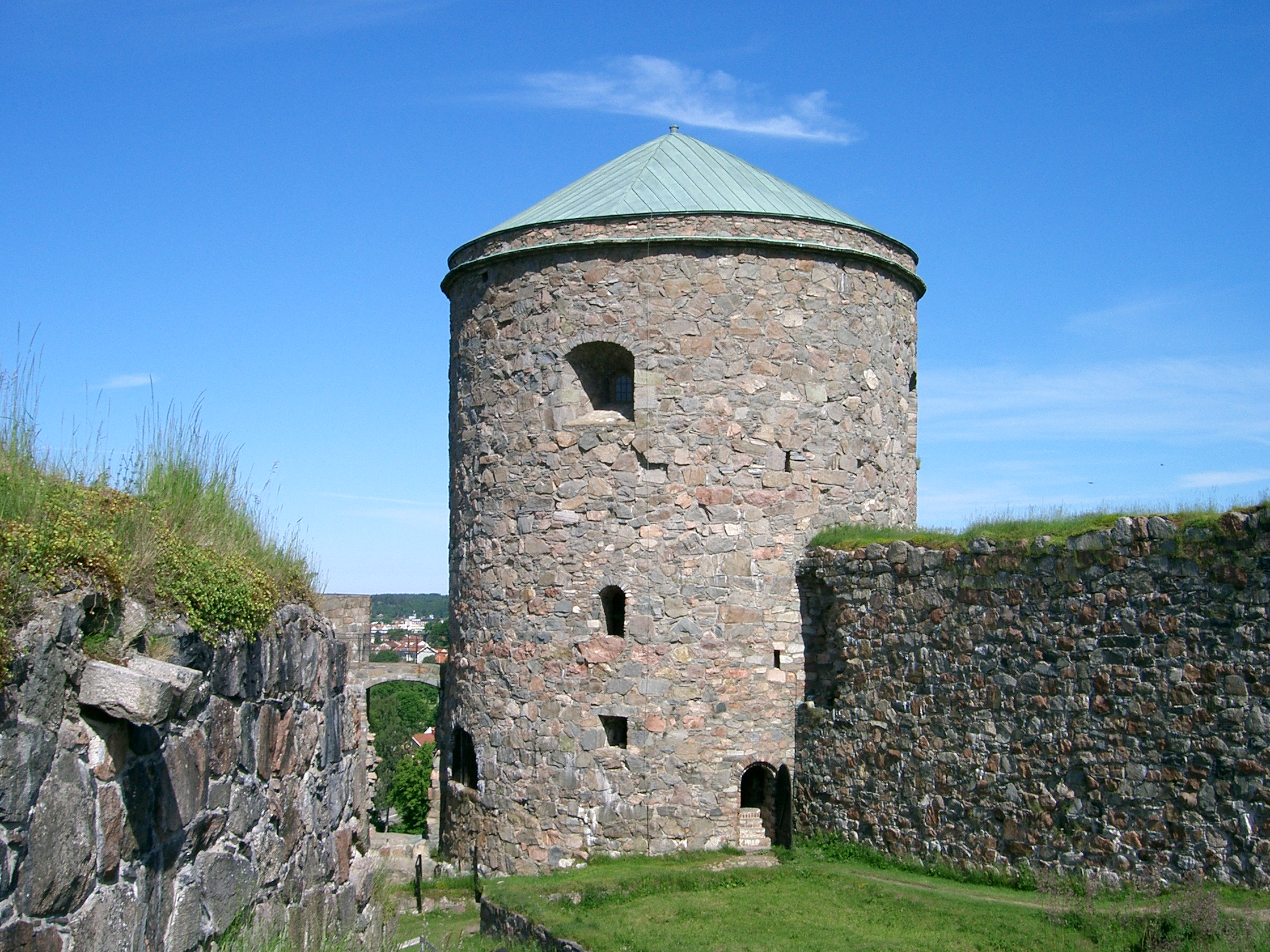
Věž Fars Hatt (česky Otcův klobouk)

Ve věži Fars Hatt (česky Otcův klobouk) je dodnes shora viditelná původní hladomorna. Zpráva z 18. století ji uvádí jako „velkou jámu, která má podlahu ze železné sítě, po níž musí delikvent chodit a spát. Podlaha přijímá všechny jejich výkaly, ale pak se vrací nesnesitelný zápach, který nebohého vězně brzy donutí přiznat se k jakémukoli zločinu, který spáchal.“ Tehdy se do vězení zavíralo jen do té doby, než se člověk přiznal, poté dostal okamžitý trest: pokutu, potupu, rozčtvrcení nebo smrt.
Ve věži Sven Hall byla také objevena stará středověká hladomorna, která je však dnes jen stěží viditelná. Pravděpodobně nebyla o nic lepší než ta výše zmíněná, protože důkazy naznačují, že se nacházela při vývodu kanalizace z tvrze.

### Moderní doba
Na konci 18. století bylo rozhodnuto, že již nevyužívaná pevnost bude zbořena. Demoliční čety pracovaly na tvrzi dva měsíce, poté došly peníze určené na tuto práci. Obyvatelé nedalekého města Kungälv používali opracovaný kámen z pevnosti na stavbu domů. Velká část pevnosti však zůstala zachována, včetně velké severní věže Fars hatt ("Otcův klobouk"). Od roku 2015 je v pevnosti muzeum, které je v létě přístupné návštěvníkům.